# София Глостерская
Софи́я Мати́льда Глосте́рская (англ. Sophia Matilda of Gloucester; 29 мая 1773, Мейфэр, Большой Лондон — 29 ноября 1844, Кент) — дочь Уильяма Генри, герцога Глостерского и Эдинбургского, и Марии Уолпол, правнучка короля Георга II и племянница Георга III.

## Биография

### Ранняя жизнь

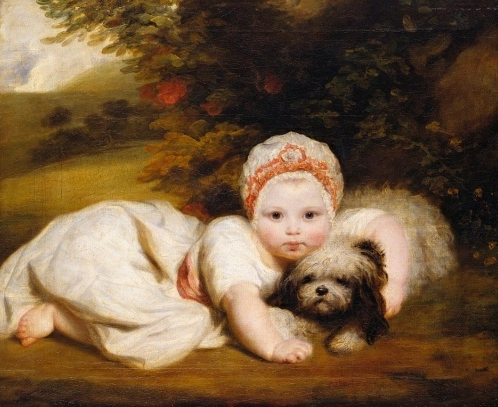
София, принцесса Глостерская в детстве

София Матильда родилась 29 мая 1773 года на Гросвенор-стрит в лондонском районе Мейфэр. Отец — Уильям Генри, герцог Глостерский и Эдинбургский, третий сын Фредерика, принца Уэльского, и Августы Саксен-Готской. Мать — Мария Уолпол, внебрачная дочь Эдварда Уолпола от связи с Дороти Клемент. По линии своей матери, новорожденная была правнучкой премьер-министра Великобритании Роберта Уолпола. Родители девочки тайно поженились в 1766 году без согласия короля Георга III.
Как правнучка короля Великобритании, София с рождения именовалась Её Высочеством принцессой Глостерской. Её крестины состоялись в гостиной Глостер-хауса 26 июня 1773 года под руководством Чарльза Мосса, епископа Сент-Девида. Крёстными Софии стали её дядя герцог Камберлендский Генри, его супруга Анна и тётя Каролина Матильда Великобританская, королева Дании. Герцог Глостерский предложил королю быть крёстным отцом Софии, но тот отказался, видимо, из-за того, что мать девочки была простолюдинкой.
После этого супруги вместе с дочерью уехали за границу. Вторая дочь, принцесса Каролина умерла через девять месяцев после рождения от оспы. В 1776 году у супругов в Риме родился сын, Уильям Фредерик. После этого семья вернулась в Англию, но в 1784 году они снова уехали из-за постоянных ссор герцога с королём о положении его семьи. В 1778 году по просьбе короля Софии была выделена сумма в размере 4000 фунтов, которую она получит после смерти отца. В 1790 году она вместе с братом присутствовали на дне рождения короля. Журнал La Belle Assemblée писал: «Принцесса София Глостерская сохраняет точно такую же королевскую походку как и её кузены, тоже королевское достоинство и женское воспитание; она отличается скромностью поведения, благородством и приветливостью, предпочитает уединение и семейную жизнь».
Английская писательница Фанни Берни так описала принцессу Софию в своём дневнике: «Она очень полная, с очень маленькими глазами, яркая, ослепляющая всех, у неё хорошие зубы, прекрасная кожа, выглядит она скромно и нежно».
Отцу Софии принадлежала Глостер-Лоджа в приморском городе Уэймуте. Этим поместьем пользовался и король начиная с 1789 года, когда выезжал вместе с семьёй к морю. В 1804 году он приехал в Глостер-Лоджу, где жил вместе с герцогом Глостерским и его дочерью. Согласно журналу The Gentleman’s Magazine, 8 сентября они все поехали на Бинком Даунс, где «наблюдали за большим парадом и специально устроенными боями между полками». В следующем году умер её отец, через два года умерла мать. В 1813 году София стала смотрителем Гринвичского парка на юго-востоке Лондона, где с этого времени стала проживать. Принцесса была очень популярна среди населения Гринвича за свою благотворительность и щедрость.

### Королевское Высочество
22 июля 1816 года брат Софии вступил в брак с их двоюродной сестрой принцессой Марией, одной из дочерей короля Георга III. В день их свадьбы принц-регент Георг пожаловал жениху титул Его Королевского Высочества. На следующий день София получила аналогичный титул, чтобы у брата и сестры был одинаковый королевский ранг. С тех пор она именовалась Её Королевское Высочество принцесса София Глостерская. Она часто бывала в доме своего брата до его кончины в 1834 году, чего не одобряла его супруга.
София рассматривалась как возможная супруга герцога Кларенса Вильгельма, который позже стал королём Вильгельмом IV. Но принцесса София не выразила никакого энтузиазма заключать такой союз. Вильгельм позже женился на Аделаиде Саксен-Мейнингенской. София замуж так и не вышла, детей не имела. Умерла 29 ноября 1844 года и была похоронена в часовне Святого Георга в Виндзоре.